# Setz
Setz est un hameau de la commune belge de Saint-Vith (en allemand : Sankt Vith) située en Communauté germanophone et en Région wallonne dans la province de Liège.
Avant la fusion des communes de 1977, Setz faisait partie de la commune de Lommersweiler.
Le 31 décembre 2015, le hameau comptait 53 habitants.

## Situation
Setz est un hameau implanté sur la rive droite et le versant nord-ouest de l'Our. Il est aussi traversé par le ruisseau d'Eiterbach qui se jette dans l'Our au cœur de la localité entourée de prairies. L'altitude dans le hameau varie de 400 m au bord de l'Our à 440 m à flanc de versant. 
Le hameau se situe à 8 km à l'est de la ville de Saint-Vith. Il est longé par la route nationale 626 entre Saint-Vith et Schoenberg et avoisine les hameaux d'Atzerath et Rödgen aussi situés dans la vallée de l'Our ainsi que Schierbach implanté plus haut sur le plateau.
Setz possédait un moulin à eau situé le long de l'Eiterbach.